# Dwight Nelson
Dwight Nelson (* 22. Juli 1946 in Kingston; † 24. Dezember 2018) war ein jamaikanischer Politiker (JLP) und Gewerkschafter (BITU). Er war von April 2009 bis Januar 2012 Minister für Nationale Sicherheit (Minister of National Security) Jamaikas.

## Leben
Nelson besuchte die St. Aloysius Boys School und das St. George’s College. Er studierte an der University of the West Indies und erwarb dort den Bachelor of Arts. 
Nelson war dann als Lehrer an der Golden Grove Primary School in St. Thomas beschäftigt und wurde Mitglied der Bustamante Industrial Trade Union (BITU). Er bildete sich am Trade Union Education Institute, dem Labour College of Canada, dem Rewely House & Ruskin College der Oxford University, der State School of Labour and Industrial Relations an der Cornell University und in Turin an der School of International Studies fort. In der BITU hatte Nelson verschiedene Ämter inne, so war er unter anderem als Vice President, Island Supervisor und als Senior Negotiating Officer für die Gewerkschaft aktiv. Im Jahr 2010 war er Senior Vice President der BITU und Präsident der Jamaica Confederation of Trade Unions (JCTU). 
In der Jamaica Labour Party arbeitete Nelson als Chairman von Young Jamaica, der Jugendorganisation der JLP. Im Jahr 1983 wurde er für die JLP in sein erstes öffentliches Amt berufen, als er zum Senator ernannt wurde. Auch 2002 und 2007 wurde Nelson wieder Senator. Bei der Parlamentswahl am 3. September 2007 gewann die JLP und bildete die neue Regierung. Premierminister Bruce Golding ernannte Nelson zum Minister ohne Geschäftsbereich im Finanzministerium (Cabinet Minister without portfolio in the Ministry of Finance). Er wurde am 14. September 2007 als Minister vereidigt. Im Rahmen einer Kabinettsumbildung übernahm Nelson am 6. April 2009 das Ministerium für Nationale Sicherheit. Nach Derrick Smith, der aus gesundheitlichen Gründen schon im Mai 2008 wieder zurücktrat, und dem unmittelbaren Amtsvorgänger Trevor MacMillan war Nelson bereits der dritte Mann an der Spitze des für die Belange der inneren Sicherheit zuständigen Ministeriums während Goldings Regierung. Als Andrew Holness von Oktober 2011 bis Januar 2012 Goldings Nachfolger als Premierminister wurde, übernahm er Nelson als Minister für Nationale Sicherheit in sein Kabinett. Er blieb Minister, bis er bedingt durch die Wahlniederlage der JLP Ende 2011 am 6. Januar 2012 aus dem Amt scheiden musste.
Nelson wurde 1982 der Order of Distinction, Officer Class, verliehen. Im Jahr 2005 erhielt er den Order of Distinction, Commander Class. 